# Авеліти
Авеліти, або Авелоніти — християнський єретичний рух, що існував у Північній Африці у кінці IV сторіччя.
Назва авелітів запозичена від першого пророка й мученика Авеля, сина Адамова.
Авеліти вважали зі Святого Письма, що Авель помер неодруженим, тому вони засуджували шлюб й всіляко тікали шлюбного ложа, що б не поширювати на землі перворідного гріха. При цьому, однак ж, кожна сімейна пара зобов'язана була брати до себе у будинок хлопчика й дівчинку сторонніх батьків й виховувати їх за правилами своєї громади. Таким чином, вони думали буквально виконати вимоги Апостола, висловлені у 1-му Посланні Апостола Павла до Коринтян VII розділ, 29.